# Allgemeine Länderkunde

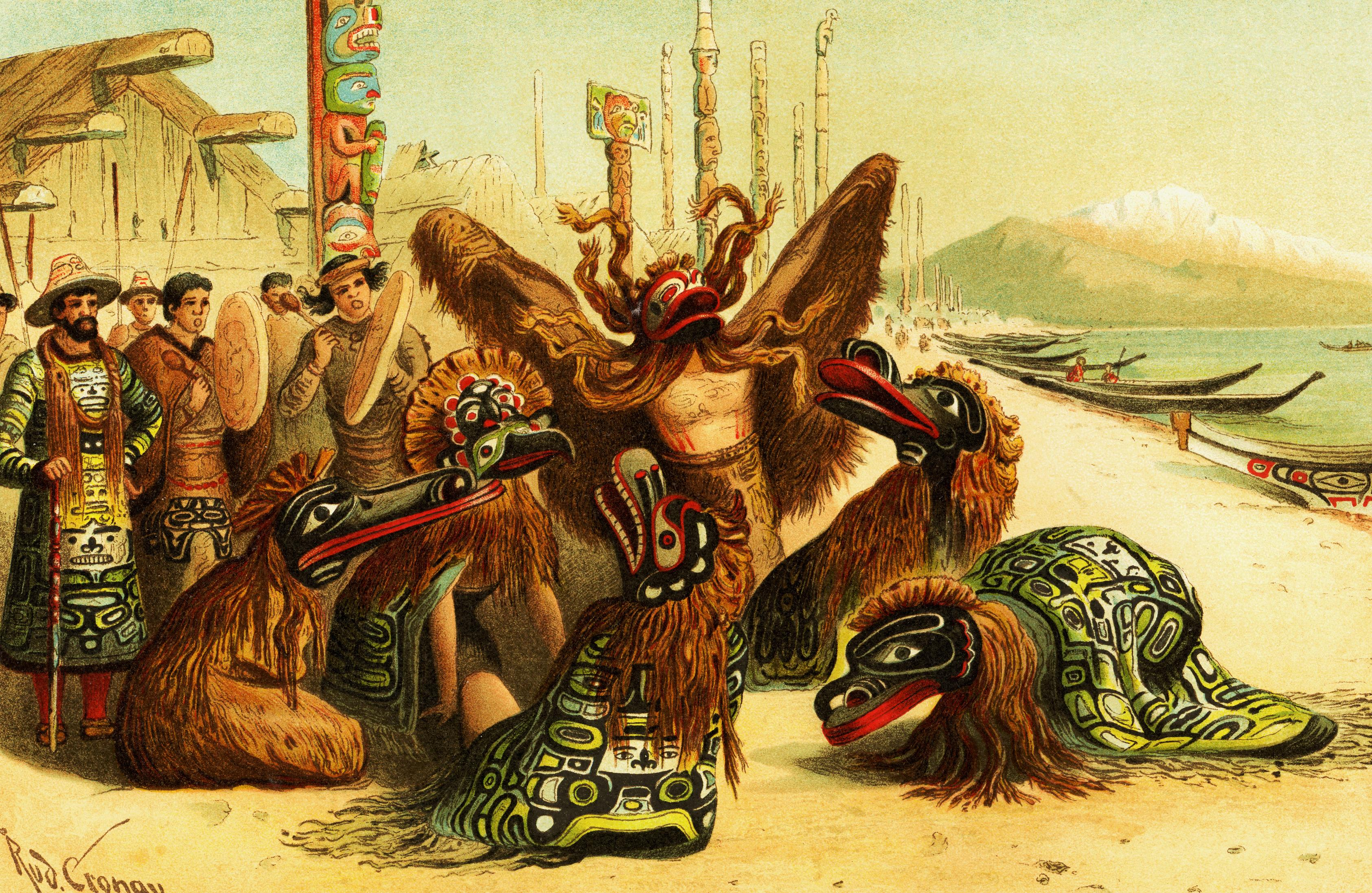
Bellacoola-Indianer, aus der ersten Ausgabe der Allgemeinen Länderkunde, Band Amerika (1895).

Die Allgemeine Länderkunde wurde von 1891 bis 1935 vom Bibliographischen Institut in fünf Ausgaben herausgegeben. Sie war über mehrere Jahrzehnte hinaus das internationale Standardwerk der Geographie.
Herausgeber und Hauptverfasser war Wilhelm Sievers (1860–1921), Professor der Geographie in Gießen. Mitarbeiter waren andere prominente Geographen der Zeit, vor allem Alfred Philippson (Bern/Bonn), Willy Kükenthal (Breslau/Berlin), Friedrich Hahn (Königsberg) und Emil Deckert (Frankfurt am Main/Berlin).
Nach dem Ersten Weltkrieg und Sievers’ Tod wurde 1924–32 eine letzte Ausgabe in kleinerem Format herausgegeben.

## Ausgaben
- Erste Ausgabe in fünf Bänden, 1891–95
- Zweite Ausgabe in sechs Bänden, 1901–05
- Kleine Ausgabe in zwei Bänden, 1907
- Dritte Ausgabe in sechs Bänden, 1914 (Auf Grund des Kriegsausbruches wurde dies eine unvollständige Ausgabe)
- Dritte/vierte Ausgabe, 1924–32 („Allgemeine Länderkunde, Begründet von W. Sievers“)